# Rima Ayadi
Rima Ayadi est une boxeuse française née à Paris en 1989.

## Biographie
Rima Ayadi commence la boxe anglaise à l'âge de 26 ans,. Elle devient professionnelle en 2019. Quatre ans après ses débuts, en 2020, elle devient championne de France en catégorie super-plumes, puis championne WBA continentale en 2021,,,.
Elle tente de se qualifier aux Jeux olympiques de 2024, mais échoue aux points contre Estelle Mossely. 
En février 2024, à l'âge de 34 ans, elle décroche le titre européen dans la catégorie super-plume en battant Licia Boudersa,,.
Elle crée en 2021 l'association Premier Round qui a pour but de développer la boxe dans les quartiers, notamment auprès des femmes et des jeunes,,.